# 그래프 그리기
그래프 이론에서 그래프 그리기(영어: graph drawing)는 어떤 그래프 또는 다중 그래프를 어떤 곡면 위에, 변이 교차할 수 있게 표시한 것이다.

## 정의
다음이 주어졌다고 하자.
- 2차원 다양체 {\displaystyle \Sigma }
- 다중 그래프 {\displaystyle \Gamma }

다중 그래프 {\displaystyle \Gamma }의, {\displaystyle X} 속의 그리기는 다음 조건들을 모두 만족시키는 함수
{\displaystyle f\colon \Gamma \to X}
이다.
- {\displaystyle \Gamma }에 CW 복합체 위상을 주었을 때, {\displaystyle f}는 연속 함수이다.
- 임의의 {\displaystyle x\in X}에 대하여, {\displaystyle |f^{-1}(x)|\leq 2}이다.
- 변의 교차점은 꼭짓점이 아니다. 즉, {\displaystyle \{x\in X\colon |f^{-1}(x)|=2\}\cap f(\operatorname {V} (\Gamma ))=\varnothing }이다.
- 임의의 두 변의 교차점은 유한 개이다. 즉, 임의의 두 변 {\displaystyle e,f\in \operatorname {E} (\Gamma )}에 대하여, {\displaystyle \{(s,t)\colon f(s)=f(t),\;s\in t,t\in t\}}는 유한 집합이다. ({\displaystyle e\neq f}일 필요는 없다. 즉, 변은 스스로와 유한 번 교차할 수 있다.)
- 임의의 교차점 {\displaystyle x\in X}에 대하여, {\displaystyle f\upharpoonright U=\iota _{V}\circ {\tilde {f}}\circ \iota _{U}}가 되는, 다음과 같은 {\displaystyle U,V,\iota _{U},\iota _{V}}가 존재한다.
{\displaystyle U\subseteq \Gamma }는 열린집합이다.
{\displaystyle V\subseteq X}는 열린집합이다.
{\displaystyle \iota _{V}\colon \mathbb {D} ^{2}\to X}는 열린 원판에서 {\displaystyle V}로 가는 위상 동형이다.
{\displaystyle \iota _{U}\colon (-1,1)\sqcup (-1,1)\to U}는 두 열린구간의 분리합집합에서 {\displaystyle U}로 가는 위상 동형이다.

여기서 {\displaystyle {\tilde {f}}\colon (-1,1)\sqcup (-1,1)\to \mathbb {D} ^{2}}는 다음과 같다.
{\displaystyle (-1,1)\sqcup (-1,1)\cong (-1,1)\times \{{\mathsf {x}},{\mathsf {y}}\}}라면, {\displaystyle f(t,{\mathsf {x}})=(0,t)}이며 {\displaystyle f(t,{\mathsf {y}})=(t,0)}이다.
특히, 유한 그래프의 그리기는 유한 개의 꼭짓점을 갖는다.
다중 그래프 {\displaystyle \Gamma }의 그리기 {\displaystyle f\colon X\to \Gamma }의 교차수는 기수
{\displaystyle |\{x\in X\colon |f^{-1}(x)|=2\}|}
이다. 다중 그래프 {\displaystyle \Gamma }의 교차수는 평면 {\displaystyle \mathbb {R} ^{2}} 속의 그리기의 교차수의 최솟값이며, 이를 {\displaystyle \operatorname {cr} (\Gamma )}로 표기하자. 보다 일반적으로, 곡면 {\displaystyle \Sigma } 속의 그리기의 교차수의 최솟값을 {\displaystyle \operatorname {cr} _{\Sigma }(\Gamma )}로 표기하자.
교차수가 0인 그래프 그리기를 그래프 매장(埋藏, 영어: graph embedding)이라고 한다. 다중 그래프 {\displaystyle \Gamma }의 종수(種數, 영어: genus)는 {\displaystyle \Gamma }가 매장을 갖는 연결 콤팩트 2차원 유향 다양체 {\displaystyle (\mathbb {T} ^{2})^{\#g}}의 최소 종수 {\displaystyle g\in \mathbb {N} }이다.
{\displaystyle \operatorname {genus} (\Gamma )=\min \left\{g\in \mathbb {N} \colon \operatorname {cr} _{(\mathbb {T} ^{2})^{\#g}}(\Gamma )=0\right\}}

## 교차수 부등식
임의의 유한 그래프 {\displaystyle \Gamma }에 대하여, 다음이 성립한다.
- 만약 {\displaystyle |\operatorname {E} (\Gamma )|>7|\operatorname {V} (\Gamma )|}라면, {\displaystyle 29\operatorname {cr} (\Gamma )|\operatorname {V} (\Gamma )|^{2}\geq |\operatorname {E} (\Gamma )|^{3}}이다.[2]
- 만약 {\displaystyle |\operatorname {E} (\Gamma )|>4|\operatorname {V} (\Gamma )|}라면, {\displaystyle 64\operatorname {cr} (\Gamma )|\operatorname {V} (\Gamma )|^{2}\geq |\operatorname {E} (\Gamma )|^{3}}이다.

## 예
모든 평면 그래프 {\displaystyle \Gamma }의 교차수와 종수는 정의에 따라 {\displaystyle \operatorname {cr} (\Gamma )=\operatorname {genus} (\Gamma )=0}이다.

### 완전 그래프
완전 그래프의 교차수는 아직 완전히 알려지지 않있다. 다만, 다음과 같은 부등식이 알려져 있다.
{\displaystyle \operatorname {cr} (K_{n})\leq {\frac {1}{4}}\left\lfloor {\frac {n}{2}}\right\rfloor \left\lfloor {\frac {n-1}{2}}\right\rfloor \left\lfloor {\frac {n-2}{2}}\right\rfloor \left\lfloor {\frac {n-3}{2}}\right\rfloor }
이 부등식은 {\displaystyle n\leq 12}에 대하여 등식이라는 것이 알려져 있다. 이 부등식이 {\displaystyle n>12}인 경우에 대하여 역시 등식이 된다고 추측되지만, 이는 미해결 난제이다.
유한 완전 그래프의 종수는 다음과 같다. (OEIS의 수열 A933)
{\displaystyle \operatorname {genus} (K_{n})={\begin{cases}\left\lceil (n-3)(n-4)/12\right\rceil &n\geq 3\\0&n\leq 4\end{cases}}}

{\displaystyle K_{3}}는 평면 그래프이다. 즉, 그 교차수와 종수는 0이다.
{\displaystyle K_{4}}는 평면 그래프이다. 즉, 그 교차수와 종수는 0이다.
{\displaystyle K_{5}}(왼쪽)의 교차수는 1이며, {\displaystyle K_{3,4}}(오른쪽)의 교차수는 2이다.

### 완전 이분 그래프
완전 이분 그래프의 교차수는 아직 완전히 알려지지 않있다. 다만, 다음과 같은 상계가 알려져 있다.
{\displaystyle \operatorname {cr} (K_{m,n})\leq \left\lfloor {\frac {m}{2}}\right\rfloor \left\lfloor {\frac {m-1}{2}}\right\rfloor \left\lfloor {\frac {n}{2}}\right\rfloor \left\lfloor {\frac {n-1}{2}}\right\rfloor }
또한, 이 부등식이 등식이 될 다음과 같은 충분 조건이 알려져 있다.
- {\displaystyle \min\{m,n\}\leq 6}일 때[3]
- {\displaystyle 7=\min\{m,n\}\leq \max\{m,n\}\leq 9}[4]

자란키에비치 추측(Zarankiewicz推測, 영어: Zarankiewicz conjecture)에 따르면, 이 부등식이 항상 등식이 된다고 추측되지만, 이는 미해결 난제이다.
유한 완전 이분 그래프의 종수는 다음과 같다.
{\displaystyle \operatorname {genus} (K_{m,n})={\begin{cases}\left\lceil (m-2)(n-2)/4\right\rceil &\min\{m,n\}\geq 2\\0&\min\{m,n\}\leq 2\end{cases}}}

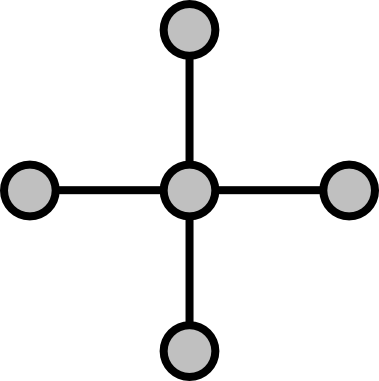
{\displaystyle K_{1,4}}의 교차수는 0이다.
{\displaystyle K_{2,2}}의 교차수는 0이다.
{\displaystyle K_{2,3}}의 교차수는 0이다.
{\displaystyle K_{3,3}}의 교차수는 1이다.
{\displaystyle K_{4,7}}의 교차수는 18이다.

### 일반화 페테르센 그래프
각기둥 그래프 {\displaystyle \operatorname {GPG} (n,1)}은 평면 그래프이므로, 교차수와 종수가 0이다. {\displaystyle \operatorname {GPG} (6,2)} 역시 평면 그래프이다.
페테르센 그래프 {\displaystyle \operatorname {GPG} (5,2)}의 교차수는 2이다.
일반화 페테르센 그래프 {\displaystyle \operatorname {GPG} (8,3)}의 교차수는 4이며, 그 종수는 1이다. 데자르그 그래프 {\displaystyle \operatorname {GPG} (10,3)}의 교차수는 6이다. 나우루 그래프 {\displaystyle \operatorname {GPG} (12,5)}의 교차수는 8이다. 특히, 이 두 그래프 둘 다 평면 그래프가 아니다.

팔각 기둥 그래프 {\displaystyle \operatorname {GPG} (8,1)}은 평면 그래프이므로, 그 교차수와 종수는 0이다.
페테르센 그래프 {\displaystyle \operatorname {GPG} (5,2)}의 교차수는 2이다.
나우루 그래프 {\displaystyle \operatorname {GPG} (12,5)}의 교차수는 8이다.
{\displaystyle \operatorname {GPG} (8,3)}의, 원환면 {\displaystyle \mathbb {T} ^{2}} 속의 매장. 따라서, {\displaystyle \operatorname {GPG} (8,3)}의 종수는 1이다.

## 역사
하나니-텃 정리는 하임 하나니(히브리어: חַיִּים חַנַנִי, 舊名 폴란드어: Chaim Chojnacki 하임 호이나츠키[*], 1912~1991)가 1934년에 증명하였으나, 하나니는 이를 논문에 매우 간접적으로 언급하였다. 1970년에 윌리엄 토머스 텃이 이 정리를 (직접적으로) 다시 언급하였다.

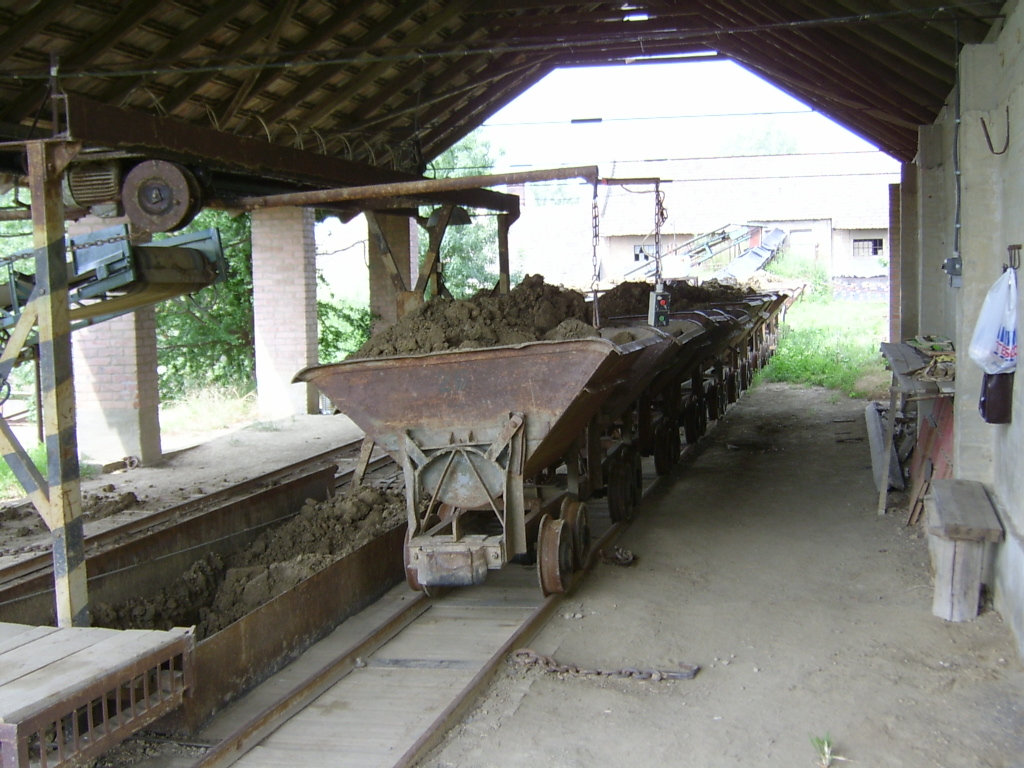
헝가리의 한 벽돌 공장의 철로

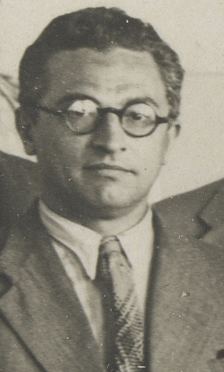
카지미에시 자란키에비치(Kazimierz Zarankiewicz). 1935년 사진

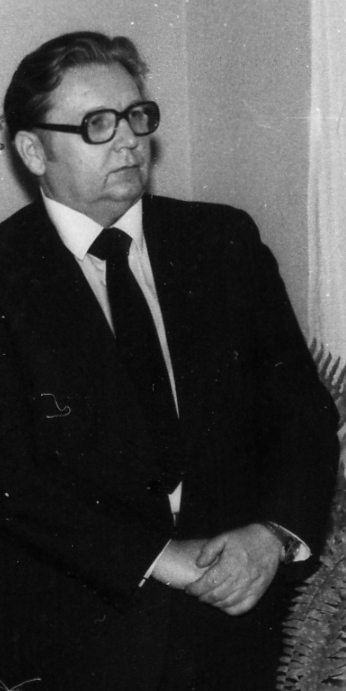
카지미에시 우르바니크(Kazimierz Urbanik). 1981년 사진

완전 이분 그래프의 교차수를 계산하는 문제는 투란 팔이 1944년에 최초로 제시하였다. 이에 대하여 투란은 다음과 같이 적었다.
| “ | 1944년 7월에는 [추축국의 유대인으로서] 부다페스트 안에서는 강제 추방의 위험이 팽배하였으며, 부다페스트 밖에서는 현재 진행형이었다. 우리는 부다페스트 근교의 벽돌 공장에서 노역(奴役)을 당하였다. 벽돌 가마들은 저장고들과 철로로 연결되었다. 벽돌은 작은 트롤리에 실려 저장고로 이동되었다. […] 문제는 철로의 교차점에서였다. 트롤리들은 교차점에서 탈선하기 일쑤였으며, 이 경우 벽돌들이 모두 쏟아지게 되었다. […] 갑자기 나는 불쑥 다음과 같은 아이디어를 떠올렸다. ‘교차점의 수를 최소화하면, 이러한 문제는 최소화될 것이다. 그런데 교차점의 수의 최솟값은 얼마일까?’ […] {\displaystyle m}개의 가마와 {\displaystyle n}개의 저장고에 대한 일반적 문제는 매우 어려운 것 같았으며, 나는 가족의 생사가 불명한 상황에서 이 문제를 접어 두었다. (훗날 나는 1952년에 폴란드를 방문하여 자란키에비치를 만났으며, 그에게 “벽돌 공장” 문제를 언급하였다. […]) In July 1944 the danger of deportation was real in Budapest, and a reality outside Budapest. We worked near Budapest, in a brick factory. There were some kilns where the bricks were made and some open storage yards where the bricks were stored. All the kilns were connected by rail with all the storage yards. The bricks were carried on small wheeled trucks to the storage yeards [sic]. […] [T]he trouble was only at the crossings. The trucks generally jumped the rails there, and the bricks fell out of them; […] nolens–volens the idea occurred to me that this loss of time could have been minimized if the number of crossings of the rails had been minimized. But what is the minimum number of crossings? […] [T]he exact solution of the general problem with m kilns and n storage yards seemed to be very difficult and again I postponed my study of it to times when my fears for my family would end. (But the problem occurred to me again not earlier than 1952, at my first visit to Poland where I met Zarankiewicz. I mentioned to him my “brick-factory”-problem […]) | ” |
|   | — :8–8 |   |

투란에게서 이 문제를 들은 카지미에시 자란키에비치(폴란드어: Kazimierz Zarankiewicz, 1902~1959)와 카지미에시 우르바니크(폴란드어: Kazimierz Urbanik, 1930~2005)는 둘 다 각각 1950년대 초에 이 문제를 “해결”하는 논문을 출판하였으나, 이들의 증명은 훗날 오류가 있어, 오직 교차수의 상계만을 증명한다는 것이 밝혀졌다.
교차수 부등식은 1980년대 초에  어이터이 미클로시(헝가리어: Ajtai Miklós, 1946~) · 바츨라프 흐바탈(체코어: Václav Chvátal, 1946~) · 몬로 몬티 뉴본(영어: Monroe Monty Newborn, 1938~) · 세메레디 엔드레와 프랭크 톰슨 레이턴(영어: Frank Thomson Leighton, 1956~)이 최초로 증명하였으며, 이후 후대 수학자들이 그 상수를 개선하였다.